# Ансельм Франц фон Ингельхейм (архиепископ Майнца)
Ансельм Франц фон Ингельхейм (Ингельхайм) (нем. Anselm Franz von Ingelheim; 16 сентября 1634, Кёльн — 30 марта 1695, Ашаффенбург) — германский государственный и церковный деятель, курфюрст и архиепископ Майнца, фактический имперский князь Майнцского курфюршества с 1679 по 1695 год.

## Биография
Единственный сын маршала Георга Ганса фон Ингельхайма. Изучал право и богословие у иезуитов в университете Нанси. В 1675—1679 годы Ансельм Франц служил в Эрфурте.
Стал архиепископом Майнца 7 ноября 1679 года и, таким образом, курфюрстом Священной Римской империи — имперским князем, за которыми с XIII века было закреплено право избрания императора.
Короновал императрицу Элеонору Магдалену Нойбургскую, третью супругу императора Леопольда I и в 1687 году — Иосифа I Габсбурга на престол Венгрии.
Шестнадцатилетнее пребывание на посту Ансельма Франца фон Ингельхейма было омрачено постоянным колебанием между миром, нейтралитетом и опустошительными войнами Аугсбургской лиги, в результате которых ему приходилось долго жить в изгнании в Ашаффенбурге .
Умер там же в 1695 году.